# Uromenus bonnetti
Uromenus bonnetti är en insektsart som beskrevs av Bolívar, I. 1907. Uromenus bonnetti ingår i släktet Uromenus och familjen vårtbitare. Inga underarter finns listade i Catalogue of Life.